# Пятница, 13-е (фильм, 1980)
«Пятница, 13-е» (англ. Friday the 13th) — американский слэшер, снятый в 1980 году режиссёром Шоном Каннингемом по сценарию Виктора Миллера. Фильм является одной из самых знаковых картин в своём жанре. При бюджете 550 тысяч долларов, в прокате фильм собрал 59,7 миллиона долларов и сейчас является классикой фильмов ужасов, а Джейсон Вурхиз, который в этом фильме ещё не является убийцей, стал культовым персонажем в кинематографе. Успех фильма привел к многочисленным продолжениям, кроссоверам и ремейку 2009 года, а также выпуску книг, комиксов и видеоигр по мотивам. Картина заняла 15-е место в списке 500 лучших фильмов ужасов по мнению пользователей сайта IMDb.

## Сюжет
Лагерь «Хрустальное озеро», 13 июня 1958 года. Двое вожатых уединяются на чердаке. Внезапно кто-то также забирается на чердак и убивает их.
13 июня 1979 года. Новый хозяин лагеря Стив Кристи, отбросив суеверия и предрассудки, решает отремонтировать и подготовить лагерь для летнего отдыха. Девушка по имени Энни едет в лагерь в качестве повара. Добродушный водитель грузовика решает подвезти её. По пути они встречают местного сумасшедшего, который говорит им, что лагерь «Хрустальное озеро» проклят и все они обречены. Энни относится к его словам скептически. Когда они снова отправляются в дорогу, водитель рассказывает ей историю лагеря: в 1957 году из-за недосмотра вожатых там утонул мальчик. Спустя год произошло убийство двух вожатых. После этого лагерь закрыли, и он получил прозвища «Кровавый» и «Проклятый мертвецами». Его не раз пытались открыть заново, но снова и снова происходили несчастья: сначала случился пожар, потом кто-то отравил питьевую воду. Энни не верит и этому. Она останавливает попутную машину и просит подвезти её до лагеря, но за рулем оказывается убийца, который отвозит Энни в лес и убивает, перерезав ей горло. Тем временем в лагерь также едут трое будущих вожатых: Джек, Марси и Нед. В «Хрустальном озере» их уже ждут Стив Кристи и его помощники Элис, Билл и Бренда.
Готовясь к приезду детей, молодые люди отлично проводят время в лагере: купаются, загорают, веселятся. Вечером Стив Кристи уезжает в город по делам, и вожатые остаются в лагере одни. Нед, прогуливаясь по лагерю, замечает кого-то в одном из домиков. Он заходит туда, и его убивает неизвестный. Марси и Джек, загнанные дождём в другой домик, занимаются там любовью. Некоторое время спустя Марси выходит в туалет, и Джек остаётся один. Он курит, лёжа в кровати, и убийца, лежащий под ней, пронзает его шею стрелой. Покончив с ним, убийца отправляется за Марси. Спрятавшись в душевой, он нападает на девушку и убивает её топором.
Тем временем Элис, Билл и Бренда поют песни и играют в «Монополию», не зная о смерти своих друзей. Бренда вспоминает, что забыла закрыть окно в своём домике. Она отправляется туда и собирается лечь спать, но внезапно слышит детский крик. Она отправляется на поиски, но это оказывается ловушкой, и убийца душит её верёвкой. Следующей жертвой становится Стив Кристи. Он сталкивается с убийцей на обратном пути и получает удар ножом в грудь. В лагере неожиданно гаснет свет. Билл идёт проверять генератор и не возвращается. Элис отправляется на поиски и обнаруживает его с перерезанным горлом, пронзённого стрелами на двери гаража. Испуганная до смерти девушка бежит обратно в домик и запирается изнутри, где обнаруживает тело Бренды. Вскоре Элис замечает машину, приехавшую в лагерь. Думая, что это Стив Кристи, Элис бежит ему навстречу, но вместо него встречает незнакомую женщину средних лет, которая представляется его давней подругой, миссис Вурхиз. Из дальнейшего рассказа миссис Вурхиз становится известно, что она является матерью того самого утонувшего мальчика, Джейсона Вурхиза, что она убила в 1958 году двух вожатых, виня их в смерти сына, что она отравила всю питьевую воду и устроила пожар. И это она же убила Кристи и всех остальных, потому что была уверена, что если лагерь вновь откроют, то подобное судьбе Джейсона может случиться и с другими детьми. Миссис Вурхиз пытается расправиться с Элис, и та после долгой борьбы выхватывает мачете и отрубает женщине голову. Наступает утро. Элис просыпается в лодке на середине реки. Она видит приближающуюся полицейскую машину, но в это самое время из воды выныривает тело утонувшего мальчика Джейсона и утаскивает Элис за собой на дно озера.
Девушка просыпается в больнице. Шериф сообщает ей, что никто кроме неё не смог выжить в этой страшной резне. Но Элис говорит, что видела мальчика, и понимает — он всё ещё там.

## В ролях
- Эдриан Кинг — Элис Харди
- Питер Брюэр — Стив Кристи
- Робби Морган — Энни Филлипс
- Марк Нельсон — Нед Рубинштейн
- Кевин Бейкон — Джек Баррелл
- Жаннин Тейлор — Марси Стэнлер
- Гарри Кросби — Билл Браун
- Лори Бартрам — Бренда Джонс
- Рекс Эвэрхарт — Энос
- Уолт Горни — Ральф
- Рон Кэролл — сержант Джек Тьерни
- Рон Миллки — офицер Дорф
- Уилли Адамс — Барри Джексон
- Дебра С. Хэйс — Клодетт Хейз
- Бетси Палмер — Миссис Вурхиз
- Ари Леман — Джейсон Вурхиз

## Производство

### Разработка
Шон Каннингем, режиссёр и один из авторов сценария «Пятницы, 13-е», ранее работал с режиссёром Уэсом Крейвеном над другим фильмом ужасов «Последний дом слева». Каннингем, вдохновленный «Хэллоуином» Джона Карпентера, хотел, чтобы «Пятница, 13-е» был шокирующим, визуально ошеломляющим, «…заставлял подпрыгивать на месте». Желая дистанцироваться от «Последнего дома слева», Каннингем хотел, чтобы «Пятница, 13-е» был больше похож на «поездку на американских горках».

### Кастинг
Шон Каннингем сказал, что он искал на роли «хорошо выглядящих ребят, которых можно было бы увидеть в рекламе напитков вроде „Pepsi“». 
Подбором актёров занималось нью-йоркское агентство по кастингу «Ти-Эн-Ай-Кастинг», возглавляемое Барри Моссом и Джульет Хьюз, для которых «Пятница, 13-е» стал первым фильмом ужасов. Для достоверности поиск кандидатов проводили в основном среди малоизвестных или вообще неизвестных актёров, которым даже не говорили о том, что их пробуют в фильм ужасов (кандидаты были в основном привлечены известностью и престижностью Мосса и Хьюз). В подавляющем большинстве это были актёры Бродвея. 
Все актрисы, которые пробовались на роли Элис, Энни, Марси и Бренды, на прослушивании должны были читать отрывок из роли Марси, в котором она рассказывает Джеку о своём ночном кошмаре. Для роли Элис Харди было устроено открытое прослушивание в рекламных целях. Изначально продюсеры хотели, чтобы роль Элис сыграла уже ставшая к тому моменту известной Салли Филд, но потом решили отказаться от её кандидатуры, посчитав, что не потянут её по финансовым причинам. Эдриан Кинг попала на прослушивание в основном из-за того, что была подругой человека, который работал в офисе Мосса и Хьюз. Хотя она долго не хотела сниматься в этом фильме из-за большого количества насилия в нём, Каннингем утвердил её кандидатуру, потому что посчитал, что на просушивании она вела себя очень естественно. 
Актёр Марк Нельсон, который сыграл Неда Рубинштейна, проходил прослушивание в два этапа: на первом его попросили почитать несколько комедийных сцен с участием Неда, на втором попросили прийти в плавках, из-за чего у Нельсона возникли сомнения насчёт фильма. Только после того, как его утвердили на роль и он получил на руки полный сценарий, он узнал, что будет сниматься в триллере. Как он сам позже рассказывал, его больше заботило даже не то, что его роль была не драматической, а то, сколько много в фильме оказалось крови. Считается, что именно Нед Рубинштейн задал основу того, чтобы в будущих кинослэшарах среди убитых персонажей были персонажи-шуты.   
Робби Морган вообще не проходила прослушивание на роль Энни — Мосс и Хьюз пробовали её для другого фильма, но её кандидатура не прошла, и тогда они за день до начала съёмок без всяких проб утвердили её на роль Энни, так как, по их мнению, она была вылитая вожатая лагеря. Питер Брюэр (который в тот момент нуждался в работе, потому что раннее его персонажа убрали из мыльной оперы «Любовь к жизни») аналогично был утверждён на роль Стива Кристи без всяких проб — хотя планировалось взять на эту роль какого-нибудь известного актёра, но девушка Брюэйра была ассистенткой Шона Каннингема, и Брюэр попался ему на глаза, когда работал в её саду, после чего Каннингем утвердил его на роль.
После премьеры авторов фильма неоднократно обвиняли в том, что, в стремлении подражать триллеру «Хэллоуин» они взяли на одну из ролей Гарри Кросби, сына покойного к тому моменту актёра и певца Бинга Кросби (так как авторы «Хэллоуин» не скрывали, что взяли на главную роль актрису Джейми Ли Кёртис отчасти в рекламных целях, поскольку та была дочерью известных актёров Тони Кёртиса и Джанет Ли). Шон Каннингем хоть и не скрывал, что вдохновлялся фильмом «Хэллоуин», категорически отвергал идею, что Кросби был утверждён на роль в рекламных целях: по его словам, он сам только спустя несколько лет понял, что идея брать в фильм детей звёзд шоу- и кинобизнеса может быть хороша с точки зрения пиара.     
Роль самой первой жертвы, вожатого Барри, сыграл ассистент режиссёра Уилли Адамс.
Первоначально роль миссис Вурхис должна была исполнить актриса Эстель Парсонс, но затем она отказалась, сочтя фильм слишком жестоким, и даже заявила, что не представляет, какая вообще актриса согласится играть такую роль. По этой же причине от роли отказались Дороти Мэлоун, Луиза Лассер и даже сама Шелли Уинтерс. Бетси Палмер призналась, что если бы ей не нужна была так срочно новая машина, она бы ни за что не стала сниматься в фильме: после того, как актриса прочитала сценарий, она даже назвала его «отстойным» (a piece of shit). Однако она присмотрела себе машину за 10 тысяч долларов, после чего Шон Каннингем уговорил её сняться, пообещав, что её съёмочный график составит 10 дней и за каждый день она получит по тысяче. В конечном итоге, Палмер согласилась, решив, что фильм будет настолько убогим, что в прокате пройдёт совершенно незаметно и, тем самым, не нанесёт вреда её карьере. Фильм стал возвращением Палмер на большой экран после фильма «Последний разгневанный человек» (1959). В будущем её с трудом уговорили сняться во второй части серии, после чего она окончательно завязала с этой ролью. Она отклонила предложения сыграть камео в фильме «Последняя пятница: Джейсон отправляется в ад», исполнить роль виртуальной Памелы Вурхис в «Джейсон X» и появиться во сне Джейсона в фильме «Фредди против Джейсона».

### Съёмки
Съёмки фильма длились 28 дней. Все съёмки проводились на натуре, из декораций была построена только ванная комната. Летний лагерь, использовавшийся для съёмок фильма, расположен в Нью-Джерси и называется «Нобибоско» (NoBeBoSco) — это бойскаутский лагерь для мальчиков. В настоящее время до сих пор работает. Руководство лагеря разрешило снимать в нём только после того, как съёмочная группа сделала большие пожертвования Бойскаутам Америки. Несмотря на то, что лагерь расположен в глуши и в период съёмок был полностью закрытым, недалеко от него была ферма, которой владел рок-музыкант Лу Рид — в период съёмок он несколько раз заглядывал на съёмочную площадку и бесплатно выступал для съёмочной группы.
Большинство членов съёмочной группы жили в период съёмок в отелях, в то время как постановщик спецэффектов Том Савини и постановщик трюков Тасо Ставракис ночевали в местном лагере. У них был только видеомагнитофон с фильмами «Барбарелла» 1968 года и «Марафонец» 1976 года. Савини признаётся, что выучил диалоги фильма наизусть.
Когда снимали сцену, где Энни сидит в кабине грузовика Эноса, то Рекс Эвэрхарт и Робби Морган не видели друг друга во время съёмки, вся сцена представляет собой «восьмёрочку», и все кадры с их участием снимались отдельно друг от друга. Когда снимали кадры с Морган, то Тасо Ставракис подавал ей реплики от лица Эноса. Все сцены с участием Морган были сняты за один день.
Сцены со змеёй в сценарии не было. Савини включил её в сюжет после небольшого инцидента. Змея в кадре настоящая, и её смерть тоже снималась вживую. В сцене, когда безжизненное тело Бренды влетает в окно дома, в качестве каскадёра снимался сам постановщик спецэффектов Савини. В сцене, когда стрела пролетает мимо Бренды, выстрел был сделан также им.
Палмер снималась лишь в тех сценах, где у миссис Вурхиз видно лицо — то есть, начиная с того момента, когда Элис выбегает из дома и видит её. Во всех предшествующих сценах (поскольку её лицо там не показано) миссис Вурхиз в кадре изображал кто-нибудь из членов съёмочной группы. Ноги миссис Вурхис в сцене убийства Энни принадлежали Ставракису.

### Грим
Том Савини стал одним из первых, кого официально наняли в съёмочную группу. Продюсеры были в восторге от его грима в фильме 1978 года «Рассвет мертвецов».

### Музыка
Композитор Гарри Манфредини сам придумал главную музыкальную тему киносериала «ki-ki-ki, ma-ma-ma» (хотя он признал, что многие зрители ошибочно слышат звуки «chi-chi-chi, ha-ha-ha»). По задумке создателей, это эхо, которое слышит Джейсон. А точнее голос самого Джейсона, повторяющий миссис Вурхис — «убей-мамочка» («kill-kill-kill, mom-mom-mom»). По словам Манфрэдини, вдохновение пришло после просмотра сцены, в которой кажется, что Памела одержима духом сына и кричит не своим голосом «Убей её, мамочка!». Сам же звук — это голос композитора, который произнёс два слога, а затем с помощью звуковой программы включил эффект задержки.
Манфредини также принял решение свести всю музыкальную дорожку в фильме к минимуму — музыка звучит либо тогда, когда она звучит по сюжету (то есть, когда в сцене присутствует её источник), либо когда в кадре появляется убийца (или намекается на его присутствие). 
Кроме того, специально для фильма была написана песня «Sail Away, Tiny Sparrow», которая звучит в закусочной, когда в ней появляется сначала Энни, а затем и Стив. Инструментальная версия песни звучит в финале картины, когда Элис просыпается в лодке на озере. Впервые композиция была издана лишь в 2011 году на официальном саундтреке «Friday, The 13th: The Ultimate Compilation», который содержал музыку из первых шести фильмов.

## Удалённые сцены
При выходе на видео в фильм были добавлены все вырезанные при монтаже сцены. А точнее, для театральной версии из сцен смерти Энни, Била, Джека, Марси и миссис Вурхис были вырезаны несколько секунд экранного времени.
Также на рекламных флаерах фильма присутствовал кадр с Клодетт, где в её горле торчит мачете, однако осталось неизвестным, была ли эта сцена снята или же это была просто фотография для флаеров. Большинство членов съёмочной группы, в том числе и Том Савини, утверждали, что сцена убийства Клодетт не снималась.

### Альтернативный финал
Из-за низкого бюджета даже окончательный вариант сценария немного отличался от того, что было снято.
В сценарии финальная битва между Элис и миссис Вурхис на причале заканчивалась тем, что Элис в который раз оглушает последнюю, после чего, как и в фильме, садится в лодку, отплывает от берега и впадает в забытьё. Проснувшись утром, она обнаруживает, что лодку прибило к противоположному берегу. Тут же из-за ближайшего дерева с мачете в руках выскакивает миссис Вурхис. Снова завязывается битва, в ходе которой лодка переворачивается и Элис с Памелой дерутся, стоя по пояс в воде. В какой-то момент Элис удаётся отобрать мачете и обезглавить миссис Вурхис, после чего она слышит звуки полицейской сирены.
Сцены же с выпрыгивающим из воды Джейсоном в сценарии не было, как и самого Джейсона, по сути, — он должен был упоминаться лишь в репликах, но визуально никак не присутствовать. Более того, в изначальном варианте Джейсон вообще не страдал никаким физическим недугом вроде деформированной головы. Один из спонсоров фильма Филип Скьюдри захотел сделать из Джейсона нечто большее и нанял Рона Курца для небольшой переделки сценария. Именно Курц придумал идею, что Джейсон Вурхиз имеет физическое уродство. А сцену с выпрыгивающим из воды Джейсоном в финале придумал Том Савини, вдохновившись финалом фильма «Кэрри».

## Слоганыкартины
- «On Friday The 13th, They Began To Die Horribly, One… By One…» («В Пятницу 13-го они начали страшно погибать, один… за другим…»)
- «Lucky 13? I think not.» («13 — счастливое число? Я так не думаю…»)
- «If you think this means bad luck… YOU DON’T KNOW THE HALF OF IT.» («Если ты считаешь это невезением… ТЫ НЕ ЗНАЕШЬ И ПОЛОВИНЫ ЭТОГО.»)
- «You’ll wish it were only a nightmare…» («Вы будете желать, чтобы это было обычным ночным кошмаром…»)

- «Fridays will never be the same again.» («Пятницы больше никогда не будут прежними.»)
- «A 24-hour nightmare of terror.» («24-часовой кошмарный террор»)
- «They were warned… They are doomed… And on Friday the 13th, nothing will save them.» («Их предупреждали… Они обречены… И в Пятницу 13-го их уже ничто не спасёт.»)
- «You may only see it once, but that will be enough» («Вы можете увидеть это лишь раз. Но этого будет достаточно.»)

## Новеллизация
В 1987 году, автор Саймон Хоук (англ. Simon Hawke) написал официальный роман-адаптацию сценария, в который включил сюжетную линию, более или менее объясняющую действия миссис Вурхис. В 1993 году в России издательством "Эрика" был выпущен сборник "Дракула / Пятница 13-е", который включал в себя перевод романа Брэма Стокера "Дракула" и перевод адаптации Саймона Хоука "Пятница 13-е".
В романе есть сцены, в которых женщина настойчиво умоляет семью Кристи вернуть её на должность повара в лагере после смерти сына.:164-168 Из романа также становится ясно, что миссис Вурхис всеми силами пыталась пережить смерть сына и продолжить жить дальше. Однако психика женщины не выдержала и, движимая благими намерениями, миссис Вурхис пришла к мысли, что история с её сыном может повториться — женщина видела безответственность ребят, которых назначили вожатыми. Ведь именно вожатых она винила в смерти сына.:50
Кроме того, в 2007 году студия «WildStorm» выпустила комикс из двух частей под названием «Пятница, 13: История Памелы» (англ. Friday, The 13th: Pamela's Tale), в котором были воспроизведены некоторые сцены из фильма.

## Релиз

### Кассовые сборы
Фильм собрал $59,7 млн. при бюджете в 550 тысяч.

### Критика
Фильм получил смешанные отзывы. Рейтинг на IMDb составляет 6,4.

### Награды
В 1981 году фильм был номинирован на получение премии «Золотая малина» в двух категориях: за худший фильм (Шон Каннингем) и за худшую женскую роль второго плана (Бетси Палмер).

### Выход на видео
Полная версия фильма впервые вышла на DVD и Blu-Ray в США 3 февраля 2009 года — данная версия на 10 секунд длиннее. Также фильм выпускался в коллекции вместе с тремя сиквелами в 2011 году. В России фильм вышел на видео от «Премьер Видео Фильм» в 2003 году, в СНГ — от концерна «Интер-Фильм».